# La Grange (Contea di Monroe, Wisconsin)
La Grange è una città nella Contea di Monroe, Wisconsin, Stati Uniti d'America. La popolazione al censimento del 2000 era di 1 761 abitanti.

## Geografia
Secondo l'Ufficio del censimento degli Stati Uniti d'America, la città ha un'area totale di 81.5 km2, della quale 77.4 km2 sono terreno e 4.1 km2 (5.05%) sono acque.

## Demografia
Dal censimento del 2000, risultano 1 761 abitanti e 532 famiglie residenti nella città, con una densità di 22.8 persone per km2.  Per quanto riguarda la razza degli abitanti si contavano il 96.88% bianchi, 0.06% afro-americani, 2.33% nativi americani, 0.11% asiatici, 0.28% appartenenti ad altre razze e lo 0.34% appartenenti a due o più razze. Ispanici o Latini di qualsiasi razza erano lo 0.11% della popolazione.